# Paulin Kouabénan N’Gnamé
Paulin Kouabénan N’Gnamé (* 12. Mai 1962 in Mérékou, Costa de Marfil, Elfenbeinküste; † 21. März 2008 in Méagui, Gnamangui, Elfenbeinküste) war Bischof des Bistums San Pedro-en-Côte-d’Ivoire an der Elfenbeinküste (République de Côte d’Ivoire).

## Leben
Paulin Kouabénan N’Gnamé studierte nach seinem Schulabschluss in Bouaké am Priesterseminar in Anyama Philosophie und Theologie. Er empfing am 6. August 1989 die Priesterweihe in Bondoukou durch Alexandre Kouassi, Bischof von Bondoukou, und war zunächst Priester in seinem Heimatort Mérékou. Von 1989 bis 1993 war er Vikar in der Kathedrale Sainte-Odile de Bondoukou. Von 1993 bis 1997 absolviert er ein Doktoratsstudium in Kanonischem Recht an der Päpstlichen Universität Urbaniana in Rom. Von 1997 bis 1998 war er Vikar in der Pfarrkirche Notre-Dame de Fatima von Bondoukou. Von 1998 bis 2001 war er Professor in Anyama. Er war Generalvikar des Bistums Bondoukou von 2001 bis 2007.
2007 ernannte ihn Papst Benedikt XVI. zum Bischof von San Pedro-en-Côte d’Ivoire. Die Bischofsweihe am 12. Mai 2007 spendete ihm der Erzbischof von Gagnoa Barthélémy Djabla; Mitkonsekratoren waren der Bischof von Bondoukou Félix Kouadjo und der Bischof von Abengourou Bruno Kouamé. Die Feierlichkeiten seiner Amtseinführung fanden mit großer Anteilnahme der Bevölkerung statt; Präsident Laurent Gbagbo ließ sich durch seine Ehefrau Simone Ehivet Gbagbo vertreten.